# Isla Halfway (Antártida)
La isla Halfway es un isla de la Antártida ubicada a 64°45′S 64°12′O / -64.750, -64.200 a 2,5 millas al noroeste de la isla Litchfield, en la costa sudoeste de la isla Anvers en el archipiélago Palmer. 
Explorada por la Unidad de Revisión Británica Naval Hidrográfica en 1956-1957. El nombre surgió porque la isla se encuentra a mitad de camino entre Puerto Arthur y el cabo Mónaco, una ruta que con frecuencia realizaba el barco de los miembros de la FIDS británica en la Base Puerto Arthur.

## Reclamaciones territoriales
Argentina incluye a la isla en el departamento Antártida Argentina dentro de la provincia de Tierra del Fuego, Antártida e Islas del Atlántico Sur; para Chile forma parte de la comuna Antártica de la provincia Antártica Chilena dentro de la Región de Magallanes y de la Antártica Chilena; y para el Reino Unido integra el Territorio Antártico Británico. Las tres reclamaciones están sujetas a los términos del Tratado Antártico.
Nomenclatura de los países reclamantes: 
- Argentina: ?
- Chile: ?
- Reino Unido: Halfway Island